# Evansiolejeunea
Evansiolejeunea là một chi rêu trong họ Lejeuneaceae.